# Não Desligue o Telefone
«Nao Desligue o Telefone» es un sencillo de la cantante y drag queen brasileña Pabllo Vittar con participación de la cantante  brasileño Maderito. Fue lanzado el 10 de abril de 2024 como el tercero sencillo de su séptimo EP de estudio, Mega Príncipe (2024), a través de BTM Produções Artísticas.
La canción es una regrabación hyperpop de la canción "Não Desligue o Telefone" de Banda Djavú.